# Colégio dos Jesuítas da Horta

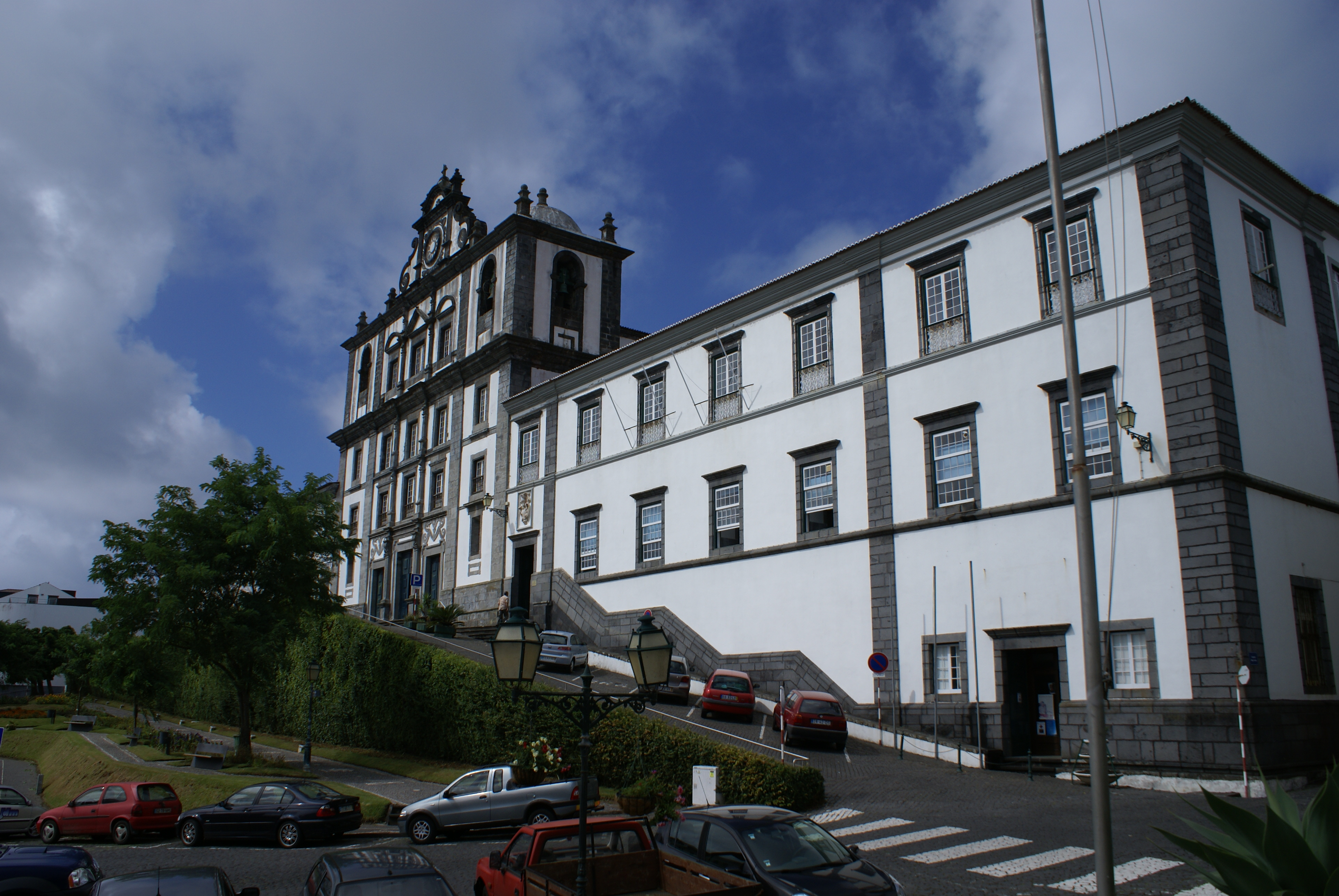
Colégio dos Jesuítas, Horta.

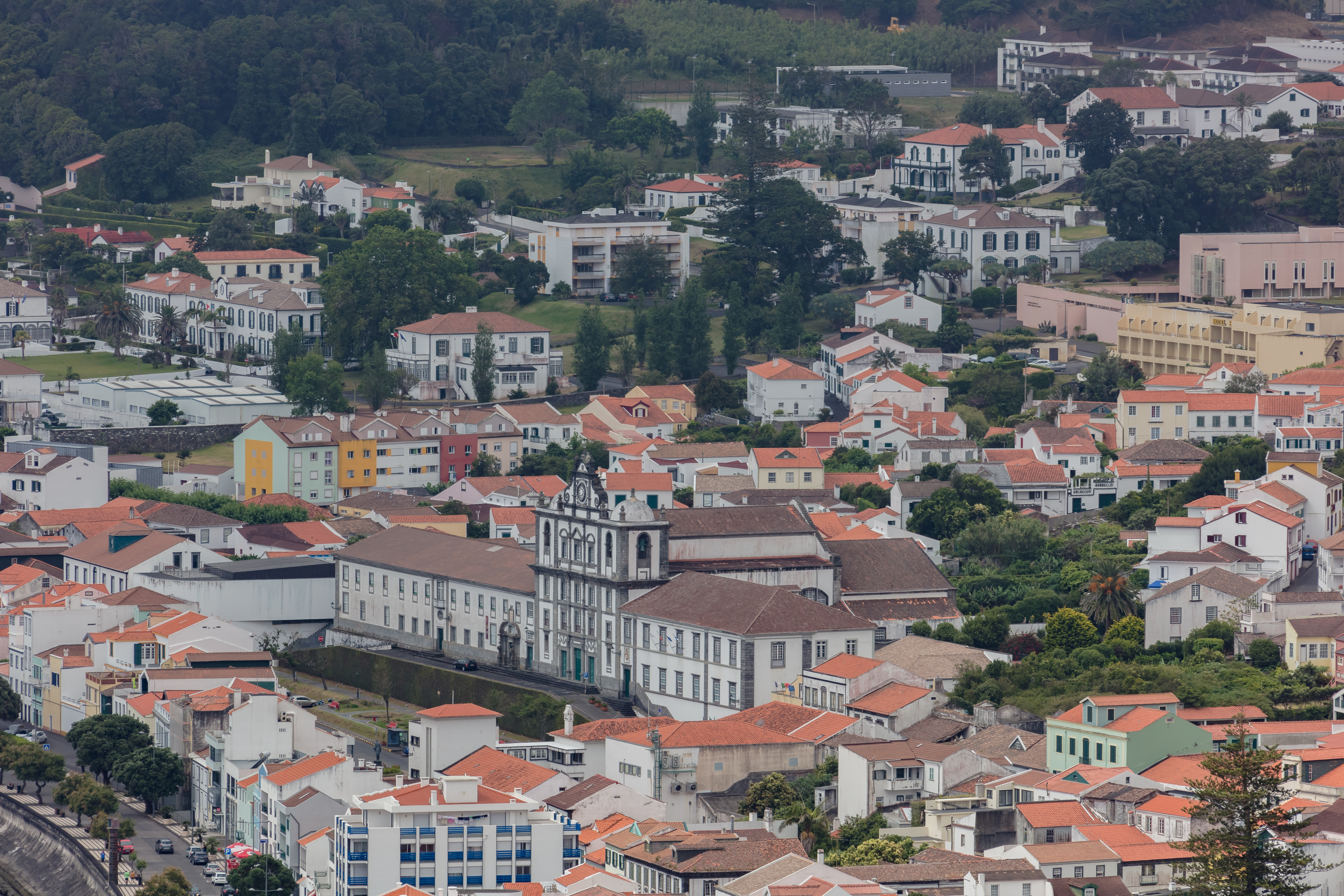
Vista aérea.

O Convento dos Jesuítas da Horta também referido como Colégio dos Jesuítas da Horta localiza-se na cidade e concelho da Horta, na ilha do Faial, nos Açores.
Encontra-se classificado como Imóvel de Interesse Público pela Resolução n.º 41/80, de 11 de Junho.

## História
O imóvel foi erguido por iniciativa de D. Francisco de Utra de Quadros, então Capitão-mor do Faial, e sua esposa, D. Isabel da Silveira. Falecido a 1652 e sem descendentes, legou em testamento todos os seus bens (incluindo o Solar dos Utras) para fundação do Colégio da Companhia de Jesus na cidade.
A construção do convento iniciou-se bastante depois da construção da igreja que lhe está anexa, a Igreja de São Salvador e apresenta-se dotado por duas alas, uma para Norte e outra para Sul da igreja, embora incluídas no mesmo conjunto construído.
A quando do terramoto de 1926 este edifício ficou bastante danificado, tendo sido submetido a restauros que só foram dados por concluídos em 1930. Esta reconstrução apesar de necessária não foi totalmente fiel ao traçado original.
O lançamento da primeira pedra da igreja anexa a este convento aconteceu a 21 de Outubro de 1652, mas a sua efectiva construção só se inicia em 1680. O edifico do Colégio dos Jesuítas só começou ser construído em 1719, e não chegaria a ser acabado, devido à expulsão dos padres jesuítas, a 1 de Agosto de 1760.
Esta Igreja do Colégio vir-se-ia a transformar na Igreja Matriz da Horta em 30 de Outubro de 1825, por substituição da primitiva igreja (da qual é remanescente a Torre do Relógio) devido ao seu adiantado estado de degradação.
Na ala Norte do Imponente conjunto construído encontra-se atualmente instalada a Câmara Municipal da Horta, sob cuja entrada é possível observar-se o Brasão com as armas de Francisco Utra de Quadros, como já referido um dos principais impulsionadores da construção da Igreja conventual.
Na ala Sul do conjunto construído funcionam atualmente e de forma provisória algumas repartições públicas, e no andar superior desta ala, foi instalado o Museu da Horta criado em 18 de Julho de 1977 e é composto por variados núcleos: o núcleo principal (situado nesta ala), a Casa Manuel de Arriaga, e o Centro de Interpretação do Vulcão dos Capelinhos.